# Бонштетен (Баварска)
Бонштетен (њем. Bonstetten) општина је у њемачкој савезној држави Баварска. Једно је од 46 општинских средишта округа Аугсбург. Према процјени из 2010. у општини је живјело 1.211 становника. Посједује регионалну шифру (AGS) 9772126.

## Географски и демографски подаци
Бонштетен се налази у савезној држави Баварска у округу Аугсбург. Општина се налази на надморској висини од 495 метара. Површина општине износи 6,8 km². У самом мјесту је, према процјени из 2010. године, живјело 1.211 становника. Просјечна густина становништва износи 179 становника/km².

## Међународна сарадња
| Мјесто    | Држава     | Врста сарадње | Од    |
| --------- | ---------- | ------------- | ----- |
| Бонштетен | Швајцарска | партнерство   | 1982. |
| Извор     |            |               |       |